# 제72회 로카르노 영화제
제72회 로카르노 영화제는 2019년 8월 7일에 열린 시상식이다.

## 수상 및 후보

### 국제경쟁 - 황금표범상
- 비탈리나 바렐라 - 페드로 코스타 수상

### 국제경쟁 - 심사위원특별상
- 파고 - 박정범 수상

### 국제경쟁 - 감독상
- 이사도라의 아이들 - 다미앙 마니벨 수상

### 국제경쟁 - 여우주연상
- 비탈리나 바렐라 - 비탈리나 바렐라 수상

### 국제경쟁 - 남우주연상
- 더 피버 - Regis Myrupu 수상

### 국제경쟁 - 특별언급
- 더 사이언스 오브 픽션 - 요셉 앙기 노엔 수상
- 머터널 - 모라 델페로 수상

### 데뷔작 - 스와치 최우수작품상
- 나피스 파더 - 마마두 디아 수상

### 데뷔작 - 스와치 아트피스호텔상
- 더 도브 앤 더 울프 - 카를로스 레닌 수상

### 데뷔작 - 특별언급
- 인스팅트 - 핼리너 레인 수상
- 듀링 레볼루션 - 마야 코우리 수상

### 미래의 표범 - 최우수 국제 단편영화상
- 블랙 선 - 아르다 클리테페 수상

### 미래의 표범 - 최우수 스위스 단편영화상
- 마마 로사 - 데얀 바락 수상

### 미래의 표범 - 은표범상
- 엄빌리컬 - 탕 단스키 수상

### 미래의 표범 - 최우수 다이렉션상
- 리브 오브 앱센스 - 안톤 사조노프 수상

### 미래의 표범 - Medien Patent Verwaltung AG 상
- 화이트아프로 - 아코수아 아도마 오우수 수상

### 스위스 경쟁 - 은표범상
- 사일런트 스톰 - 아나이스 무그 수상

### 스위스 경쟁 - 신인감독상
- 터미널 - 킴 알라만드 수상

### 현재의 감독 경쟁 - 황금표범상
- 나피스 파더 - 마마두 디아 수상

### 현재의 감독 경쟁 - 감독상
- 143 사하라 스트리트 - 하센 페르하니 수상

### 현재의 감독 경쟁 - 심사위원특별상
- 이바나 더 테러블 - 이바나 뮬라댄노빅 수상

### 현재의 감독 경쟁 - 특별언급
- 히어 포 라이프 - 안드레아 루카 짐머만 외 1명 수상

### 피아자 그란데상
- 인스팅트 - 핼리너 레인 수상

### 에큐메니컬상
- 머터널 - 모라 델페로 수상

### 에큐메니컬상 - 특별언급
- 비탈리나 바렐라 - 페드로 코스타 수상

### 국제비평가협회상
- 더 피버 - 마야 다 린 수상

### 유로파 시네마 레이블상
- 머터널 - 모라 델페로 수상

### 엑설런스 어워드
- 송강호 수상

### 피아자 그란데
- 더 베어스 페이머스 인베이전 온 시칠리아 - 로렌조 마토티
- 똑바로 살아라 - 스파이크 리
- 7500 - 패트릭 볼라쓰
- 애더레이션 - 파브리스 뒤 벨즈
- 카밀 - 보리스 로즈킨
- 데이즈 오브 더 배그놀드 썸머 - 사이먼 버드
- 디에고 마라도나 - 아시프 카파디아
- 인스팅트 - 핼리너 레인
- 더 걸 위드 어 브레이슬릿 - 스테판 드무스티어
- 마가리 - 지네브라 엘칸
- 뉴 애시드 - 바심 맥디
- 노트르담 - 발레리 돈젤리
- 원스 어폰 어 타임 인 할리우드 - 쿠엔틴 타란티노
- 투 디 엔즈 오브 더 어스 - 구로사와 기요시
- 세실 B. 디멘티드 - 존 워터스
- 코피 - 잭 힐
- 바젠다 스토리즈 - 나타샤 벨러
- 그리너 그래스 - 조슬린 디보어 외 1명
- 살인의 추억 - 봉준호
- 더 네스트 - 로베르토 데 페오
- 프레디 부아슈에게 보내는 편지 - 장 뤽 고다르

### 국제경쟁부문
- 더 피버 - 마야 다 린
- 에코 - 루나 루나슨
- 캣 인 더 월 - 미나 밀레바 외 1명
- 어 발런테리 이어 - 율리히 쿨러 외 1명
- 두즈 밀 - 나디지 트레블
- 듀링 레볼루션 - 마야 코우리
- 더 사이언스 오브 픽션 - 요셉 앙기 노엔
- 머터널 - 모라 델페로
- 이사도라의 아이들 - 다미앙 마니벨
- 엔들리스 나이트 - 엘로이 엔시소
- 오 핌 도 문도 - 배질 다 쿤하
- 파고 - 박정범
- 테크노보스 - 주아옹 니콜라우
- 사우스 터미널 - 라바 아뫼르-자이메쉬
- 더 라스트 블랙 맨 인 샌프란시스코 - 조 탈보트
- 비탈리나 바렐라 - 페드로 코스타
- 요코가오 - 후카다 코지

### 미래의 표범
- 16 디셈버 - 알바로 가고 디아즈
- 컴패니언스 오브 더 케이브 - 파크리 엘 게잘
- 얼 컴 프롬 더스트 - 유네스 벤 슬리만
- 올 더 파이어스 더 파이어 - 에프티미스 코세문드 사니디스
- 플레쉬 - 카밀라 카터
- 어 스트릿 언더 - 토마스 본 데어 오스텐
- 도시에 오브 더 도시에 - 소라요스 프라파판
- 두마 언더그라운드 - 팀 알시오피
- 더 퍼니처 메이커 - 데이비드 아빌레스
- 아이스 온 더 로드 - 스테파니 코크
- 쉬버 오브 러브 - 막성스 스타마샤디스
- 하우 투 텔 어 트루 이미그런트 스토리 - 엔지 에브라히미 바자
- 인 비트로 - 라리사 샌소어 외 1명
- 언피니쉬드 - 사미라 과다누올로 외 1명
- 타이드 - 마농 쿠비아
- 맘스 무비 - 스텔라 키리아코포울로스
- 쉽, 울프 앤 어 컵 오브 티... - 마리옹 라코트
- 므툰지 - 태보고 말레보고
- 아워 테리토리 - 마티유 볼프
- 리브 오브 앱센스 - 안톤 사조노프
- 더 라스트 이미지 오브 파더 - 스테판 드조르예빅
- 코발트 블루 - 아웅 표이
- 인듀어링 바디 - 우크릿 사-응우안하이
- 블랙 선 - 아르다 클리테페
- 더 애니멀 - 아미란 돌리제
- 엄빌리컬 - 탕 단스키
- 파더 - 이사벨 람베르티
- 볼케이노: 왓 더즈 어 레이크 드림? - 디아나 비드라스쿠
- 화이트아프로 - 아코수아 아도마 오우수
- 알린 - 시몽 귈라
- 라이프 이즈 원 오브 더 심플리스트 - 마리온 니페네거
- 아주르 메모리즈 - 에네아 저체티
- 마마 로사 - 데얀 바락
- 올 캣츠 아 그레이 인 더 다크 - 라세 린더
- 사스 - 레아 셀레스틴 베르나스코니
- 스틸 워킹 - 줄리에타 코벨
- 사일런트 스톰 - 아나이스 무그
- 터미널 - 킴 알라만드
- 어 썸머 모닝 - 패트릭 무로니
- 앳 더 풀 - 콘스엘로 프라우엔펠더 외 1명

### 현재의 감독 경쟁부문
- 143 사하라 스트리트 - 하센 페르하니
- 나피스 파더 - 마마두 디아
- 햄 온 라이 - 타일러 타오르미나
- 히어 포 라이프 - 안드레아 루카 짐머만
- 이바나 더 테러블 - 이바나 뮬라댄노빅
- 더 영 옵저번트 - 다비데 말디
- 버드 아일랜드 - 마야 코사 외 1명
- 더 도브 앤 더 울프 - 카를로스 레닌
- 더 콜드 레이징 더 콜드 - 롱 광 롱
- 러브 미 텐더 - 클라우디아 레이닉
- 마리암 - 샤리파 우라즈바예바
- 원더스 인 더 서버브 - 잔느 발리바
- 더 트리 하우스 - 츠엉민퀴
- 오로슬란 - 마차즈 이바니신
- 오버시즈 - 윤성아
- 스페이스 독스 - 엘사 크렘저 외 1명

### 파노라마 스위스
- 올 인클루시브 - 코리나 슈윙루버 일리치
- 아키텍쳐 오브 인피니티 - 크리스토프 쇼브
- 바라코아 - 파블로 브리온스
- 크로노포비아 - 프란체스코 리찌
- 이노센트(영어판) - 사이먼 자크메
- 게이트웨이즈 투 뉴욕: 오트마 H. 암만 앤 히스 브리지스 - 마틴 위츠
- 더 저니 - 패니 브라우닝
- 마담 - 스테판 리에사우서
- 웨어 위 빌롱 - 자클린 쥔트
- 볼큰브허 - 마이클 슈타이너
- 더 리포머. 쯔빙글리 - 어 라이프 포트레이트 - 스테판 하웁

### Moving Ahead
- (투어리즘 스터디스) - 조슈아 젠 솔론즈
- 어 토포그래피 오브 메모리 - 버락 세빅
- 블랙 홀 - 엠마누엘 그리모 외 1명
- 거리두기 - 미코 레베르자
- 인 메모리엄 - 장-끌로드 루소
- 카사이터리트 - 리아르 리잘디
- 크라비, 2562 - 벤 리버스 외 1명
- 로어 - 스카이 호핀카
- 랄프스 파벤 - 루카스 막스트
- 오스모시스 - 저우 타오
- 스윙게라 - 바바라 바그너
- 더 지베르니 도큐먼트 - 자토비아 가히
- 더 인비저블 핸드 - 오메르 파스트
- 도즈 댓, 앳 어 디스턴스, 리젬블 어나더 - 제시카 사라 린랜드
- 언 필름 드라마틱 - 에리크 보들레르

### Open Doors
- 리모트 콘트롤 - 비암바 사키아
- 더 라스트 릴 - 쿨리칼 소토
- 비엔티안 인 러브 - 에니세이 케올라 외 3명
- 마릴라: 이별의 꽃 - 아누차 부냐와타나
- 세번째 부인 - 에쉬 메이페어
- 10년 : 태국 - 아딧야 아사랏 외 3명
- 지난밤 너의 미소 - 캐비치 니앙
- 허공속에 나부끼다 - 응우옌 호앙 디엡
- 뉴 랜드 브로큰 로드 - 캐비치 니앙
- 더 원더풀 파이트 - 락바자브 밧-암갈란 외 1명
- 스테이 어웨이크, 비 레디 - 팜 티엔 안
- 어 롱 웨이 홈 - 자이송캄 인두안찬티
- 백만 년 - 산 다넥
- 엄마와 딸과 악몽 - 린 두옹
- 나이트폴 - 아노차 수위차콘퐁 외 1명
- 셀레셜 스페이스 - 우크릿 사-응우안하이
- 프렌즈 위드 베네핏, 위드아웃 베네핏 - 소라요스 프라파판
- 슈즈 - 쉐브 도른
- 파더 '도터' - 매티포프 다완믹사이
- 어나더 시티 - 팜 응옥 란
- 아웃라이어스 - 졸자르갈 퓨어비다쉬 외 1명
- 울란바타리제이션 - 줄라 아추드
- 어 레터 - 줄라 아추드

### Retrospettiva
- 애벌리션 - 조지무 불불
- 아모르 말디토 - 아델리아 삼파이오
- 아프리카의 오레스테스를 위한 노트 - 피에르 파올로 파졸리니
- 바빌론 - 프랑코 로소
- 발드윈즈 니거 - 호레이스 오베
- 보더라인 - 케네스 맥퍼슨
- 보이즈 앤 후드 - 존 싱글톤
- 클래시파이드 피플 - 욜랑드 조베르만
- 먼지의 딸들 - 줄리 대쉬
- 다이나 - 장 그레미용
- 어떤 방법으로 - 사라 고메즈
- 딥 커버 - 빌 듀크
- 드리롱소 - 콜린 스미스
- 이브의 시선 - 카시 레몬즈
- 프란츠 파농: 블랙 스킨, 화이트 마스크 - 아이작 줄리앙
- 간자 앤 헤스 - 빌 건
- 고스트 독 - 짐 자무쉬
- 핸즈워스 송즈 - 존 아캄프라
- 재키 브라운 - 쿠엔틴 타란티노
- 돌아온 이탈자 2 - 어니스트 R. 딕커슨
- 양 도살자 - 찰스 버넷
- 흑인 소녀 - 우스만 셈벤
- 더 스토리 오브 어 3-데이 패스 - 멜빈 반 피블즈
- 루징 그라운드 - 캐틀린 콜린스
- 노 웨이 아웃 - 조셉 L. 맨키위즈
- 오즈 어게인스트 투마로우 - 로버트 와이즈
- 흑인 오르페 - 마르셀 카뮈
- Little By Little (long version) - 장 루쉬
- 퍼트니 스와프 - 로버트 다우니 시니어
- 루드 - 클레멘트 버고
- 사탕수수 길 - 유잔 팔시
- 그녀는 그것을 좋아해 - 스파이크 리
- 스틸/히어 - 크리스토퍼 해리스
- 폭소 감방 - 시드니 포이티어
- 슈퍼 플라이 - 고든 팍스 주니어
- 스위트 스위트백스 배다스 송 - 멜빈 반 피블즈
- 심바이오우사이코우택서플래점: 테이크 원 - 윌리엄 그리브스
- 더 블러드 오브 지저스 - 스펜서 윌리엄스
- 더 쿨 월드 - 셜리 클락
- 어려우면 어려울 수록 - 페리 헨젤
- 풀어헤쳐진 말들 - 마론 릭스
- 업타이트 - 줄스 다신
- 웨스트 인디스 - 메드 혼도
- 마견 - 사무엘 풀러
- 위딘 아워 게이츠 - 오스카 미쇼

### Fuori Concorso
- 아규먼트 - 올리비에 자바
- 바그다드 인 마이 쉐도우 - 사미르
- 펠릭스 인 원더랜드 - 마리 로지에
- 지라프 - 안나 소피 하트만
- 더 홀리 패밀리 - 루이-도 드 렝퀘셍
- 더 프린시즈 보이지 - 장 프랑수아 라귀니
- 낫 어 드림 - 지오바니 시오니
- 어 플레져, 컴래드스! - 호세 필립 코스타
- 언더 더 갓 - 디노 롱고 사바노비치 외 14명
- 윌콕스 - 드니 코테
- 패런츠 - 에릭 베르그카라우트 외 1명
- 빙 제롬 벨 - 시마 카타미 외 1명
- 데 우나 이슬라 - 호세 루이스 게린
- 론니 리버스 - 마우로 헤르세
- 마이 스킨, 루미노스 - 니콜라스 페레다 외 1명
- 니믹 - 요르고스 란티모스
- 산 비토레 - 유리 안카라니
- 사파이어 크리스탈 - 버질 버니어

### Histoire(s) du cinema
- 더티 쉐임 - 존 워터스
- 암컷 소동 - 존 워터스
- 핑크 플라밍고 - 존 워터스
- 폴리에스터 - 존 워터스
- 시리얼 맘 - 존 워터스
- 쇼 피플 - 킹 비더
- A Room With Four Views - Maria Guta
- Domestika - Jacolby Satterwhite
- Gender Swap - BeAnotherLab.org
- haus of haraway - Seamus Gallagher
- 미유비 - 펠릭스 라쥬네스 외 1명
- Studio Visit 360 - Theo Triantafyllidis
- The Bridge - Nikita Shalenny
- Viens! - Michel Reilhac
- 반칙왕 - 김지운
- 복수는 나의 것 - 박찬욱
- 기생충 - 봉준호
- 소년은 울지 않는다 - 킴벌리 피어스
- 밀리언 달러 베이비 - 클린트 이스트우드
- 나만의 숲 - 마렌 아데
- 베스턴 - 발레스카 그리스바흐
- All The Children But One - Andreas Bolm 외 1명
- 동쪽 - 샹탈 애커만
- 삶은 저편에 - 엘사 퀴네트
- 비어 베어글러 인 덴 베어겐 진드 아이겐틀리시 니시트 슐드, 다스 비어 다 진드 - 프레디 M. 무러
- 샤를을 찾아라 - 알랭 타네
- 존스 - 프레디 M. 무러
- 더 빅 나이트 - 프란시스 루저
- 영원과 하루 - 테오 앙겔로풀로스
- 사탄탱고 - 벨라 타르
- 로프의 반대쪽 - 풀비오 베르나스코니

### Semaine de la critique
- 더 유포리아 오브 비잉 - 레카 자보
- 아돌레센트 - 세바스찬 리프쉬츠
- 어나더 리얼리티 - 노엘 데르네시 외 1명
- 푸른 산 - 프레디 M. 무러
- 러브모빌 - 엘카 마가레트 리렌카우스
- 무르고프 - 마틴 색서 외 2명
- 고철 더미에서 피는 꿈 - 레자 파라흐만드
- 샬롬 알라 - 데이빗 보겔